# San Francesco riceve le stimmate e santi
San Francesco che riceve le stimmate e santi è un dipinto a olio su tavola di Francesco Beccaruzzi, conservato nel Duomo della città di Conegliano.

## Descrizione
Questo dipinto raffigura nella parte superiore san Francesco che sul monte La Verna riceve le stigmate, sotto sei santi: San Ludovico vescovo di Tolosa, san Bonaventura, santa Caterina d'Alessandria, san Girolamo, sant'Antonio da Padova e san Paolo.